# 1946 في فرنسا
فيما يلي قوائم الأحداث التي وقعت خلال عام 1946 في فرنسا.

## سياسة

### تعيين في المنصب
- 26 يناير – فيليكس غوان رئيس الحكومة المؤقتة للجمهورية الفرنسية ‏.
- 2 يونيو – إدوار دلادييه نائب فرنسي.
- 11 يونيو – روبير شومان نائب فرنسي،نائب فرنسي.
- 11 يونيو – فينسنت أوريول نائب فرنسي،نائب فرنسي.
- 11 يونيو – موريس فيوليت نائب فرنسي،نائب فرنسي.
- 11 يونيو – هنري جيرو نائب فرنسي.
- 24 يونيو – جورج بيدو رئيس الحكومة المؤقتة للجمهورية الفرنسية ‏، رئيس فرنسا،رئيس الوزراء الفرنسي.
- 12 سبتمبر – بول راسنييه نائب فرنسي.
- 28 نوفمبر – فرنسوا ميتران نائب فرنسي.
- 16 ديسمبر – ليون بلوم رئيس الحكومة المؤقتة للجمهورية الفرنسية ‏، رئيس فرنسا.

### انتهاء فترة المنصب
- 20 يناير – شارل ديغول رئيس الحكومة المؤقتة للجمهورية الفرنسية ‏.
- 10 يونيو – روبير شومان نائب فرنسي،نائب فرنسي.
- 10 يونيو – فينسنت أوريول نائب فرنسي،نائب فرنسي.
- 10 يونيو – موريس فيوليت نائب فرنسي،نائب فرنسي.
- 24 يونيو – فيليكس غوان رئيس الحكومة المؤقتة للجمهورية الفرنسية ‏.
- 14 أكتوبر – جورج بيدو رئيس فرنسا،رئيس الوزراء الفرنسي، رئيس الحكومة المؤقتة للجمهورية الفرنسية ‏.
- 27 نوفمبر – بول راسنييه نائب فرنسي.
- 27 نوفمبر – هنري جيرو نائب فرنسي.

## رياضة
- 1 يناير – سباق باريس روبيه 1946

## ظهور
- 1 يناير – الساقطة الفاضلة
- 1 يناير – فرانس فوتبول مجلة رياضية.

## مواليد

### يناير
- 14 يناير – جان بول روستاني لاعب كرة قدم فرنسي.
- 26 يناير – ميشال دلبيش مغني فرنسي.[1]

### فبراير
- 1 فبراير – باسكال بونتزير[2]
- 17 فبراير – أندريه دوسولير ممثل فرنسي.[3]
- 18 فبراير – جان كلود دريفوس ممثل فرنسي.[4]

### مارس
- 25 مارس – دانيال بن سعيد فيلسوف فرنسي.[5]

### أبريل
- 21 أبريل – كلير دينيس[6]

### مايو
- 5 مايو – هيرفي ريفيلي لاعب كرة قدم.[7]
- 15 مايو – جورجيس بيريتا لاعب كرة قدم.[8]
- 19 مايو – أندريه العملاق[9]

### يونيو
- 15 يونيو – بريجيت فوسي ممثلة فرنسية.[10]
- 30 يونيو – فرديناند جوليان درّاج طريق فرنسي.

### يوليو
- 7 يوليو – ميشال فيرلوجو مهندس معماري فرنسي.[11]
- 22 يوليو – ميراي ماتيو[12]

### أغسطس
- 4 أغسطس – بيير أندريه تاغييف فيلسوف فرنسي.
- 20 أغسطس – لوران فابيوس[13]

### سبتمبر
- 10 سبتمبر – ميشال آليو ماري سياسية فرنسية.[14]
- 21 سبتمبر – بلاس كابريرا[15]
- 30 سبتمبر – كلود فوريلون

### ديسمبر
- 9 ديسمبر – جان لويس ايتين[16]
- 16 ديسمبر – كريستيان مارتي طيار فرنسي.
- 24 ديسمبر – روزيلين باشيلو سياسية فرنسية.[17]

## وفيات

### فبراير
- 13 فبراير – هنري روسيل (مواليد 1875)[18]

### أبريل
- 28 أبريل – لوي باشوليي (مواليد 1870)[19]

### سبتمبر
- 16 سبتمبر – هنري غورو (مواليد 1867)[20]

### ديسمبر
- 19 ديسمبر – بول لانجفان (مواليد 1872)[21]